# 安德烈娅·汉森
安德烈娅·汉森（英語：Andrea Hansen，1982年4月4日—），旧姓休伊特（Hewitt），新西兰女子铁人三项运动员。她曾代表新西兰参加2006年、2014年、2018年和2022年英联邦运动会铁人三项比赛，获得二枚铜牌。她也曾参加2008年、2012年和2016年夏季奥运会。